# بينكوفتسي
بينكوفتسي (بالبلغارية: Пенковци)‏ قرية تقع إدارياً ضمن بلدية غابروفو ‏ في بلغاريا. ويبلغ عدد سكانها 11 نسمة حسب تعداد 15 مارس 2015. تعتمد بينكوفتسي للبريد على الرمز البريدي 5333.